# Heinz Wewers
Heinz Wewers (ur. 27 lipca 1927 w Gladbeck, zm. 29 sierpnia 2008 w Essen) – niemiecki piłkarz występujący na pozycji obrońcy.

## Kariera klubowa
Wewers zawodową karierę rozpoczynał w 1949 roku w klubie Rot-Weiss Essen. W 1953 zdobył z klubem Puchar RFN. W 1955 roku wygrał z nim mistrzostwo RFN. Przez 13 lat w Rot-Weiss Essen, zagrał tam w 371 ligowych meczach i zdobył 3 bramki. W 1962 roku zakończył karierę. W latach 1966–1967 był trenerem Rot-Weiss Essen. Zmarł w 2008 roku.

## Kariera reprezentacyjna
W reprezentacji RFN Wewers zadebiutował 23 grudnia 1951 w wygranym 4:1 towarzyskim meczu z Luksemburgiem. 23 grudnia 1956 w wygranym 4:1 towarzyskim spotkaniu z Belgią strzelił pierwszego gola w drużynie narodowej. W 1958 roku został powołany do kadry na mistrzostwa świata. Zagrał na nich w jednym spotkaniu - przegranym 3:6 o 3. miejsce z Francją. Był to jednocześnie jego ostatni mecz w kadrze. W latach 1951–1958 w drużynie narodowej rozegrał w sumie 12 spotkań i zdobył jedną bramkę.